# 白氏喃喃果
白氏喃喃果（学名：Cynometra beddomei）是印度特有的一种豆科植物，它们分布于印度西高止山脉的喀拉拉邦和卡纳塔克邦。其栖息地位于山麓地区的河滨森林中。
白氏喃喃果曾在1870年后再也没有被发现，被认为已灭绝。直至1998年，它们在喀拉拉邦和卡纳塔克邦南部的数个地区被再次发现。